# هاکوب ایشخانیان
هاکوب ایشخانیان (ارمنی: Հակոբ Իշխանյան؛ زادهٔ ۲۷ ژوئیهٔ ۱۹۳۸) مجسمه‌ساز ارمنی‌تبار اهل ایالات متحده آمریکا است. وی از سال میلادی تا کنون فعالیت می‌کند.

## زندگی‌نامه
هاکوب ایشخانیان در ۲۷ ژوئیهٔ ۱۹۳۸ در قاهره، مصر به دنیا آمد در سال ۱۹۴۸ وی همراه با خانواده‌اش به جمهوری شوروی سوسیالیستی ارمنستان مهاجرت نمود. در سال ۱۹۶۴ از انستیتو دولتی هنری و نمایشی ایروان (که هم‌اکنون تحت عنوان آکادمی دولتی هنرهای زیبای ارمنستان شناخته می‌شود) فارغ‌التحصیل شد. در همان‌سال وی در نمایشگاه‌هایی که توسط دولت و اتحادیه هنرمندان ارمنستان برگزار شده بود، شرکت کرد. وی در دانشگاه دولتی علوم پرورشی خاچاطور آبوویان ارمنستان فعالیت کرده است. در سال ۱۹۶۸ به اتحادیه نقاشان ارمنستان پیوست. 

## نمایشگاه انفرادی
- ۱۹۸۸ – مرکز هنری کالج، پسادینا[الف]

, ایالات متحده آمریکا
- ۱۹۹۴ – بیسکاتی بوکز، پسادینا[ب], ایالات متحده آمریکا

## نمایشگاه گروهی
- ۱۹۶۷ – (بلغارستان)
- ۱۹۶۹ – (لهستان)
- ۱۹۷۱ – (چکسلواکی)

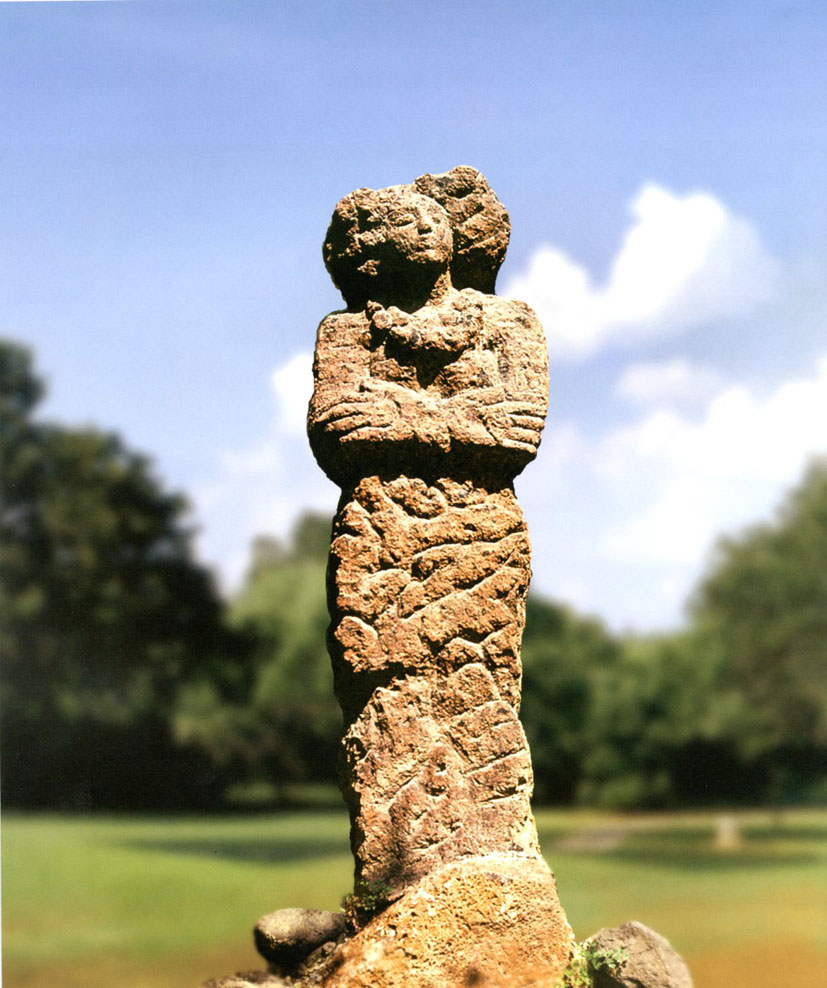
آناهیت

- ۱۹۷۹ – مرکز آسکای‌لاین[پ], (تاپانگا، ایالات متحده آمریکا)
- ۱۹۸۵ – مرکز ارمنیان، (دیترویت، ایالات متحده آمریکا)
- ۱۹۸۷ – نگارخانه ریچارد/بنت[ت], (لس آنجلس، ایالات متحده آمریکا)
- ۱۹۸۷ – نگارخانه آویات[ث], (نیویورک سیتی)
- ۱۹۸۸ – نگارخانه [ج], (لس آنجلس، ایالات متحده آمریکا)
- ۱۹۸۹ – مرکز هنری جاسلین[چ], (تورنس، ایالات متحده آمریکا)
- ۱۹۹۳ – مرکز هنری جاسلین[ح], (تورنس، ایالات متحده آمریکا)
- ۱۹۹۷ – چشنواره هنری، کالیفرنیا دریمین[خ], لانگ بیچ، ایالات متحده آمریکا
- ۱۹۹۸ – موزه هنری داونی[د], (داونی، ایالات متحده آمریکا)
- ۲۰۱۱ – قدرت هنری[ذ], توسطن رویال گالری[ر], بربنک، ایالات متحده آمریکا
- ۲۰۱۴ – تاریخ و چشم‌انداز[ز], موزه آرارات-اسکیجیان[ژ], میشن هیز، ایالات متحده آمریکا

## نگارخانه

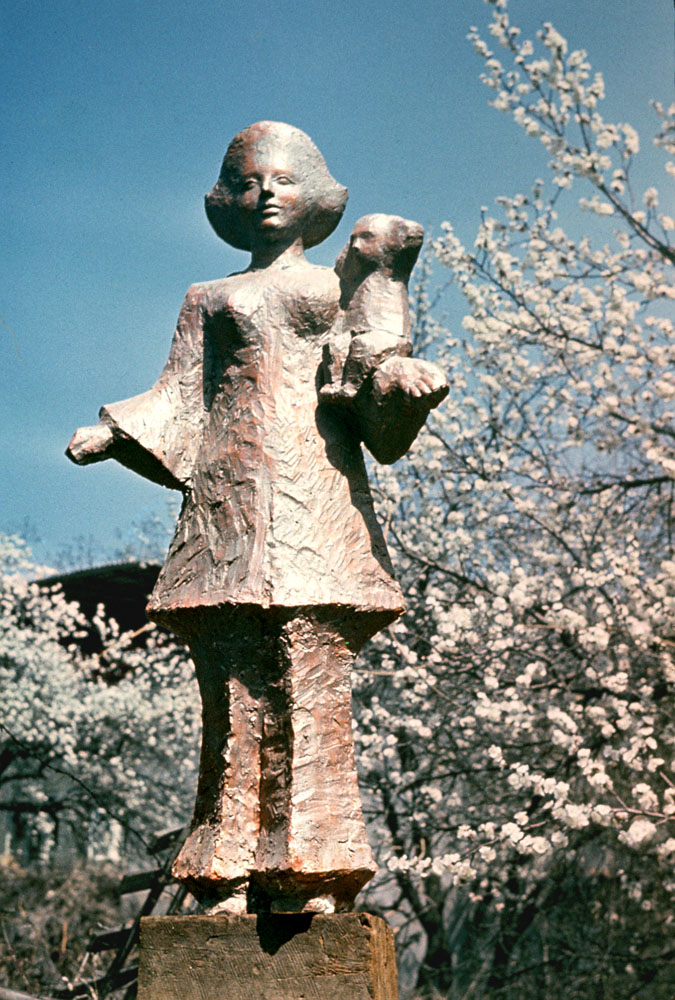
Peace for Child
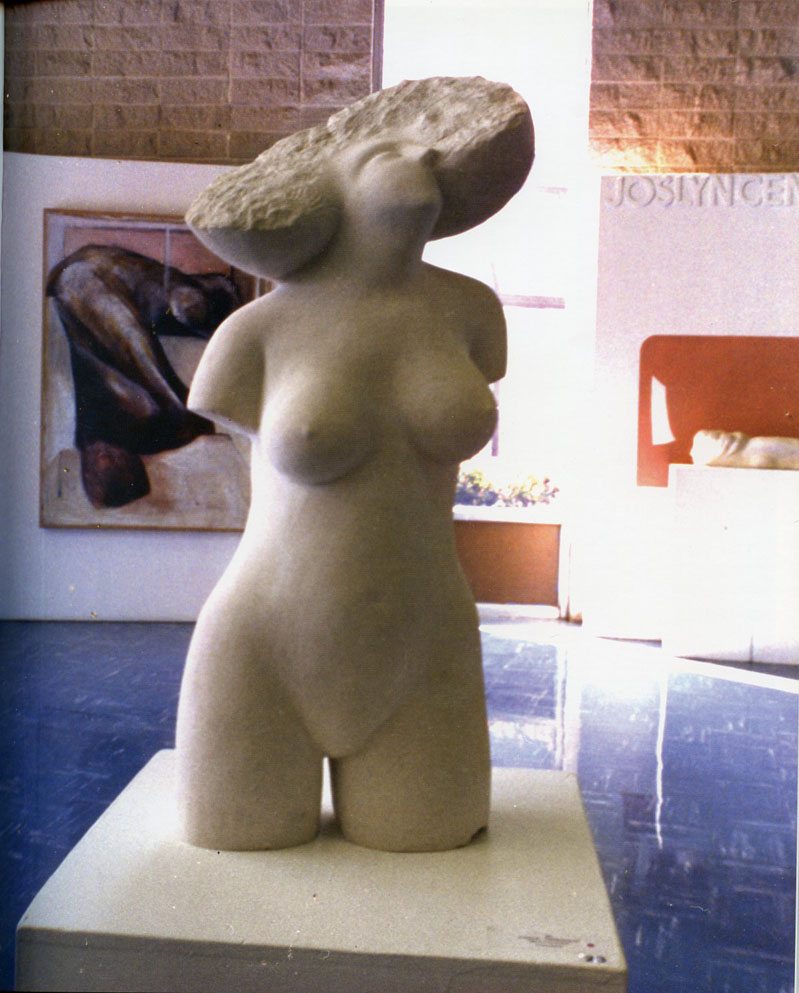
Ecstasy
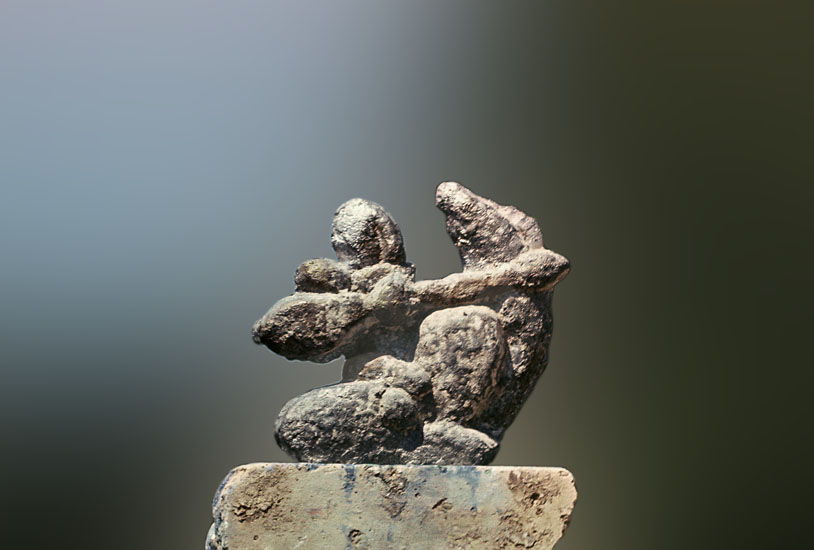
Archer
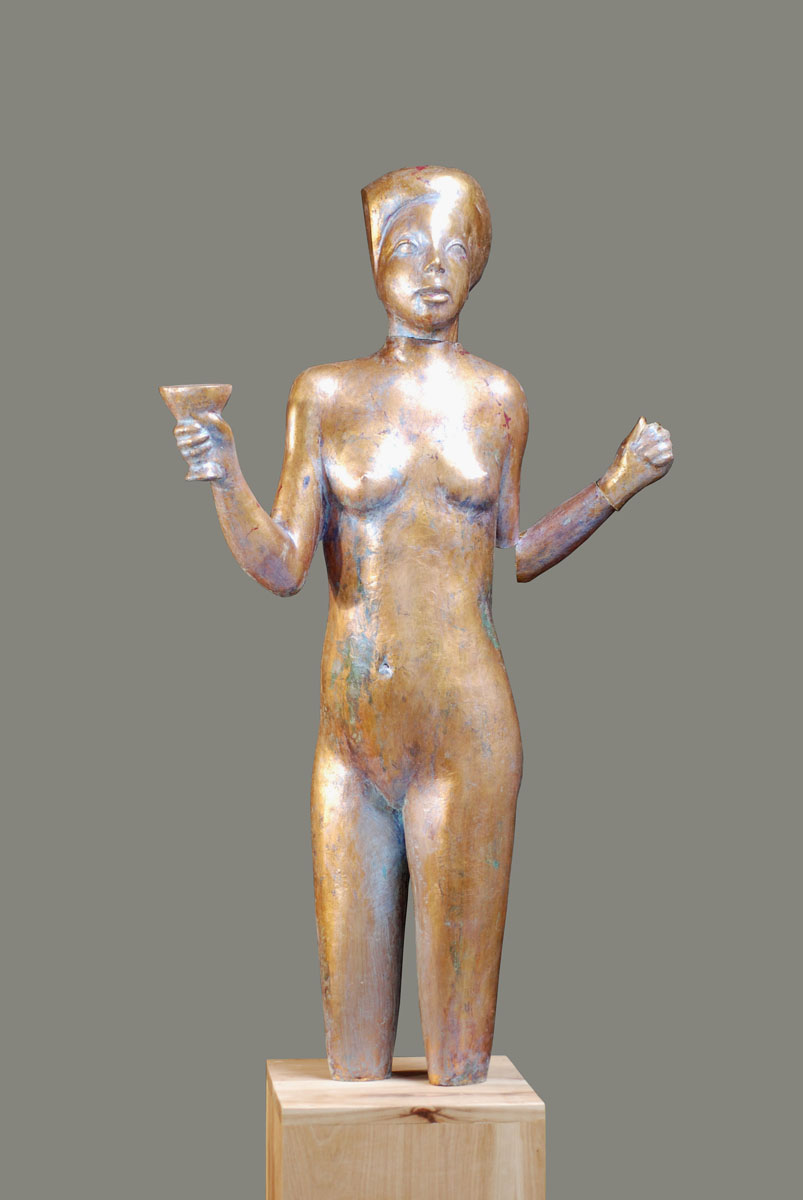
Cheer
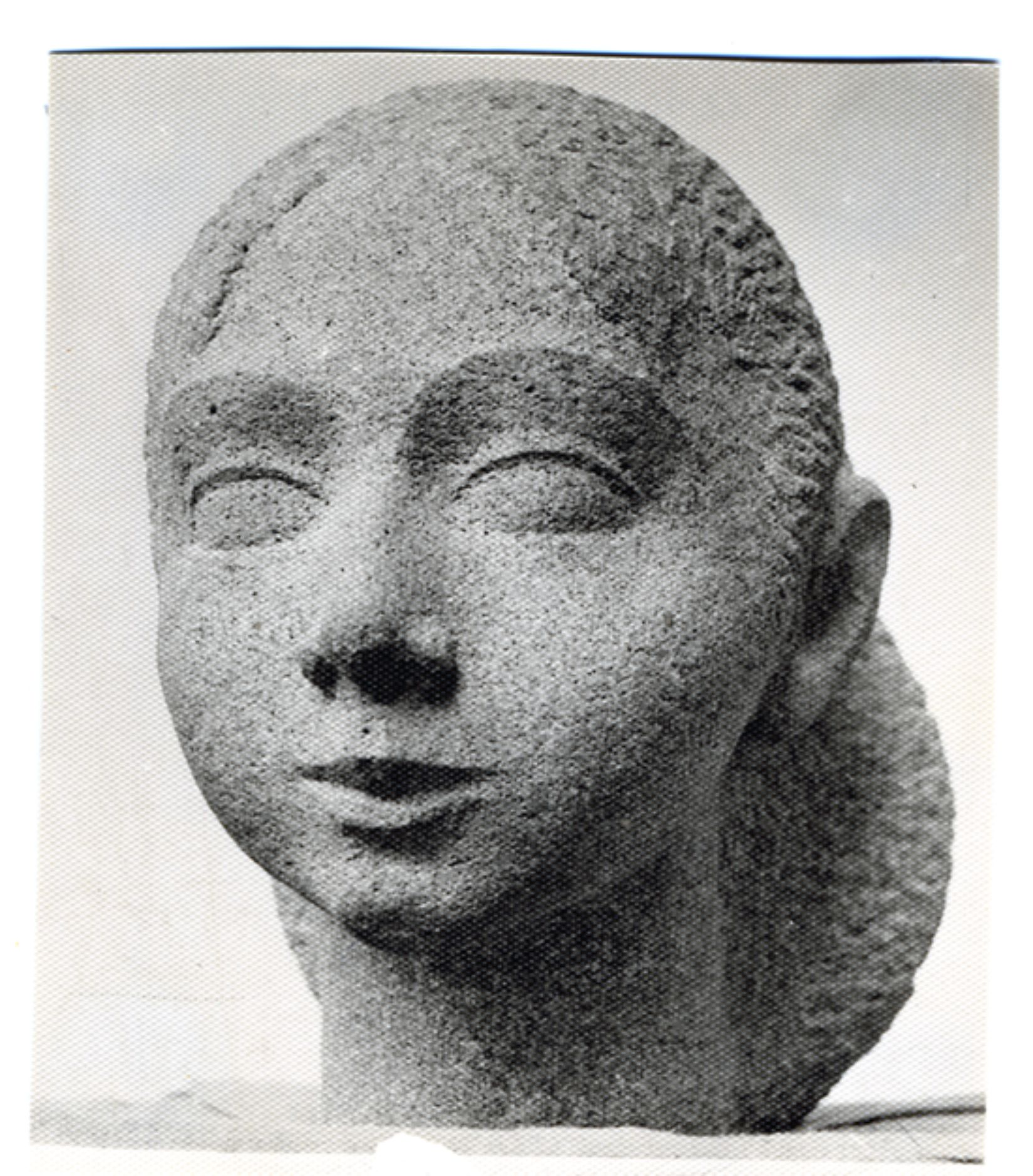
تسوغیک (Tsoghik)

## کتابشناسی
- "Contemporary Soviet Sculpture" Soviet Artist, Moscow, 1973 pages 262- 263 (روسی)
- Armenian art agenda, AAA Publishing House 1994, ISBN 0-9697620-0-4
- Hagop Ishkanian 1962–2008, 2008 شابک ‎۹۷۸-۱-۶۰۷۲۵-۶۱۱-۳

## یادداشت
1. ↑  Art Center College, Pasadena
2. ↑  Biscotti Books, Pasadena
3. ↑  Skyline Center
4. ↑  Richard/Bennett Gallery
5. ↑  Avian Gallery
6. ↑  Downtown Show
7. ↑  Joslyn Art Center
8. ↑  Joslyn Art Center
9. ↑  "California Dreamin"
10. ↑  Downey Museum of Art
11. ↑  The Power of Art
12. ↑  Royal Gallery
13. ↑  History and Landscape
14. ↑  Ararat-Eskijian Museum